# Paeonia kesrouanensis
Paeonia kesrouanensis är en pionväxtart som först beskrevs av Thiéb., och fick sitt nu gällande namn av Thiéb.. Paeonia kesrouanensis ingår i släktet pioner, och familjen pionväxter. Inga underarter finns listade i Catalogue of Life.